# Bababeszéd (Így jártam anyátokkal)
A Bababeszéd az Így jártam anyátokkal című televízió-sorozat hatodik évadának hatodik epizódja. Eredetileg 2010. október 25-én vetítették, míg Magyarországon 2011. szeptember 12-én.
Ebben az epizódban Marshall és Lily a születendő gyerekük neme körül dilemmáznak. Robin ki nem állhatja az új hírolvasótársát és ha ez nem lenne elég, Ted randizni kezd vele. Barney elfogad egy újabb kihívást.

## Cselekmény
Marshall és Lily meglátogatják Stuartot és Claudiát, akiknek nemrég kislányuk született. Elmondják, hogy problémájuk van a névadással kapcsolatban, így Marshall és Lily is arra jutnak, hogy elkezdenek gondolkozni a neveken. Egyiküknek sem tetszenek a másik választott nevei, különféle személyes okok miatt. Ted megkérdezi Marshalltól, hogy az ő listáján miért csak fiúnevek vannak. Marshall bevallja, hogy félne lányos apa lenni, mert mindig azt vizionálja, hogy ha felnő, sztriptíztáncos és egy vén kéjenc Barney aldozata lesz.
Robin azt mondja, bármi lehet, csak Becky ne legyen. Becky az ő új hírolvasótársa, aki kicsit butácska és gyerekes beszédmódot használ, amiért odavannak a férfiak, és őt ez idegesíti. Azt mondja, hogy fura, hogy ez a férfiaknak bejön, pedig fordítva biztosan nem jönne be a nőknél. Barney ezt úgy értelmezi, mint egy újabb elfogadható kihívást, és elhatározza, hogy gyerekes beszéddel fog valakit felszedni. Próbálkozásai azonban rendre kudarcot vallanak, így kénytelen feladni.
Ha mindez nem lenne elég, Ted nem sokkal később bejelenti, hogy összejött Beckyvel. Meg is mondja neki, hogy azért, mert Beckyről sugárzik az, hogy törődést igényel, nem úgy, mint Robin. Barney, aki időközben mégis teljesítette a kihívást, megmondja Robinnak, hogy neki pedig éppen az tetszett benne, hogy független és nem igényel extra odafigyelést. Ezután Robin segítségét kéri, mert a nő, akit felvitt a lakására, már nem kell neki, viszont levakarhatatlan.
Közben Marshall trükkhöz folyamodik, hogy biztosan fia szülessen. Felveszi az apjával a kapcsolatot, aki azt mondja, hogy az Eriksen családban ősi viking tradíciók miatt születnek csak fiúk. Elmondja, hogy az aktus közben észak felé kell fordítania Lilyt, ecetes heringet kell ennie előtte, és a heréit egy tál jégbe kell mártania. Ezeket meg is teszi, de az aktus előtt döbbenten veszi észre, hogy Lily dél felé fordulna, citromok vannak az ágy mellett (ami az apja szerint a lánygyermekeket vonzza), és az altestét is megmelegítette. Később meglátogatják Claudiáékat, akik elhatározták, hogy a lányukat Esthernek hívják majd. Marshall és Lily ennek hatására egy nemsemleges nevet, Jamie-t választanak. De ez is csak addig tart, amíg Lily óvodás csoportjában az egyik ilyen nevű gyerek rosszat nem tesz.
Az epizód végén Ted szakít Beckyvel is, amikor egy alkalommal fagyit vesz neki a parkban és beköti a cipőfűzőjét – és látja, hogy mellette egy apuka a kislányával ugyanezt csinálja.

## Kontinuitás
- A többiek nem ismerik Beckyt, ami arra utal, hogy továbbra sem nézik Robin reggeli műsorát.
- A nagy, életerős Eriksen-babák "A pulykával tömött pocak", "A nem apák napja" és a "Jenkins" című részekben is szerepeltek.
- Robin nyakláncán egy fegyver látható, ismét tanúbizonyságát adva fegyvermániájának.
- Barney ismét "apucinak" nevezi magát.
- "A legutolsó cigi" című részben Ted már leleplezte, hogy Marshallnak fia fog születni.
- Claudia szarkasztikusan utal rá, hogy a gyereket Vodkának kellene nevezni. Stuart alkoholproblémái megjelentek a "Közbelépés" című részben.
- Barney korábban is elfogadott kihívásokat, de ebben a részben ismeri be egyedül, hogy elbukott. Később aztán mégis sikerült teljesítenie.

## Jövőbeli visszautalások
- Marshall és Lily a "Rejtély kontra tények" című részben tudják meg, hogy fiuk születik, és "A mágus kódexe" című rész alapján Marvinnak hívják majd. A "Margaréta" című rész alapján lányuk is fog majd születni.

## Érdekességek
- A múltbeli visszatekintésekben számos logikai baki látható, ami amúgy nem jellemző a sorozatra. Robin a második évadra történő visszatekintés során a mostani, és nem az akkori frizurájával látható. Lily egy teljesen más felsőt visel, mint a legelső epizódban látható, Marshall pedig egy quebeci iskola előtt áll, noha Minnesotában járt iskolába.

## Vendégszereplők
- Laura Bell Bundy - Becky
- Matt Boren - Stuart
- Virginia Williams - Claudia
- Bill Fagerbakke - Marvin Eriksen Sr.
- Suzie Plakson - Judy Eriksen
- Ron Nicolosi - Mike
- Emily Wilson - Marshall lánya
- Jadon Sand - Rob
- Ashwyn Bagga - Johnny
- Bruce Merkle - Michael
- Payson Lewis - Morris
- Ryan Powers - Marc
- Mikaela Hoover - Stacey